# 必殺シリーズ オリジナル・サウンドトラック全集
必殺シリーズ オリジナル・サウンドトラック全集（ひっさつシリーズ オリジナル・サウンドトラックぜんしゅう）は、1996年にキングレコードから発売された必殺シリーズのサウンドトラックCDのシリーズ。

## 概要
第1作『必殺仕掛人』から第30作『必殺仕事人・激突!』までのテレビシリーズのために作られた楽曲を16枚のCDに収録したもの。
キングレコードでは1984年からLPでBGM集を発売しており、一部の作品の楽曲がCD化されたこともあるが、全作品の楽曲をCD化するにあたって全面的に再構成された。LPには未収録だった『翔べ! 必殺うらごろし』『必殺仕事人V・激闘編』も初商品化。新曲が作られなかった作品も「オープニング・ナレーション」「メインタイトル〜サブタイトル」や旧作からの流用曲を中心にブロックが設けられている。また、主題歌・挿入歌はそのほとんどが他社の原盤によるものであるため、LPには権利関係の問題上収録できなかったが、CDでは可能な限り収録している。加えて映画版用に作られたBGMは、後にテレビシリーズで流用されたものであっても収録されない。
「"必殺シリーズ"クレジット」「オープニング・ナレーション」「メインタイトル〜サブタイトル」「エンディング・ナレーション」は、素材の音源が現存するものは、音質を優先して新たに素材からのミックスを行っている。
劇伴曲の曲名の後にMナンバーが付記されているが、それが不明な曲は「Mナンバー不詳」と表記した上で整理No.（キングレコードが独自に付けた管理用の番号）を付記している。ただし、『必殺仕掛人』など劇伴曲全曲のMナンバーが不明な作品については「Mナンバー不詳」の表記はなく、楽曲解説の冒頭で触れるのみとなっている。
初期出荷分の帯には応募券が印刷されており、No.1-16までの16枚を切り取り封書に同封して郵送すると、構成上の都合で全集に収録できなかった曲を収録した非売品CD「特別編」が入手可能だった。

## タイトル
No.1 - 8は4月5日発売、No.9 - 16は5月2日発売。
1. 必殺仕掛人
2. 必殺仕置人
3. 助け人走る／必殺剣劇人
4. 暗闇仕留人
5. 必殺必中仕事屋稼業／必殺仕切人
当初音源を確認できた『仕事屋稼業』の楽曲が少なかったため『仕切人』とのカップリングになったが、その後『仕事屋稼業』の楽曲が多数発見され、そちらを優先して収録した結果、『仕切人』の楽曲の一部が未収録になった[5]。また、全収録曲の作曲者が「平尾昌晃、中村啓二郎」と記載されているが、『仕切人』の主題歌「櫻の花のように」（歌唱：中条きよし）、および同楽曲をベースにした劇伴曲（殺しのテーマ「恨みを断ち切る仕切人!」など）の作曲は三木たかしであり、記入漏れである。
6. 必殺仕置屋稼業／必殺まっしぐら!
7. 必殺仕業人／新 必殺からくり人
『新からくり人』は、実際の作品では旧作からの流用が中心となり、多くの新曲が未使用に終わったため、後の作品で初使用となった曲も多数収録されている。
8. 必殺からくり人／必殺からくり人・血風編
9. 新・必殺仕置人
10. 江戸プロフェッショナル・必殺商売人／必殺からくり人・富嶽百景殺し旅
11. 翔べ! 必殺うらごろし／必殺渡し人
12. 必殺仕事人／必殺仕事人・激突!
13. 必殺仕舞人／新・必殺仕舞人
14. 新・必殺仕事人／必殺仕事人III
15. 必殺仕事人IV／必殺仕事人V／必殺橋掛人
16. 必殺仕事人V・激闘編／必殺仕事人V・旋風編／必殺仕事人V・風雲竜虎編
17. 特別編（非売品・既存シリーズ未収録曲を収録）